# Aérospatiale HH-65 Dolphin
HH-65 Dolphin – dwusilnikowy śmigłowiec wielozadaniowy Straży Wybrzeża Stanów Zjednoczonych, wykorzystywany głównie do zadań MEDEVAC (ewakuacji medycznej) i SAR (ratownictwa morskiego).
Jest zmodyfikowaną wersją śmigłowca Dauphin. Produkowany był przez francuskie przedsiębiorstwo Aérospatiale, a później europejskie konsorcjum Eurocopter Group.
Dolphiny rozpoczęły służbę w US Coast Guard w 1984 roku (w 2017 roku przekroczyły łączny nalot 1,5 miliona godzin). Mają w niej pozostać co najmniej do 2035 roku.